# Arctic Race of Norway 2022
L'Arctic Race of Norway 2022, 9a edició de l'Arctic Race of Norway, es disputà entre l'11 i el 14 d'agost de 2022 sobre un recorregut de 680 km repartits quatre etapes. L'inici de la cursa va tenir lloc a Mo i Rana, mentre el final fou a Trondheim. La cursa formava part del calendari de l'UCI ProSeries 2022, amb una categoria 2.Pro.
El vencedor final fou el noruec Andreas Leknessund (Team DSM). L'acompanyaren al podi el canadenc Hugo Houle (Israel-Premier Tech) i el francès Nicola Conci (Alpecin-Deceuninck).

## Equips
L'organització convidà a prendre part en la cursa a set equips UCI WorldTeams, deu equips continentals professionals, un equips continentals i una selecció nacionl:
| WorldTeams (6)- Astana Qazaqstan Team - Cofidis - Intermarché-Wanty-Gobert Matériaux - BikeExchange-Jayco - Team DSM - Israel-Premier Tech ProTeams (10)- Alpecin-Deceuninck - Arkéa-Samsic - B&B Hotels-KTM - Bingoal Pauwels Sauces WB - Burgos-BH - Euskaltel-Euskadi - Human Powered Health - Sport Vlaanderen-Baloise - Uno-X Pro Cycling Team - TotalEnergies Equips continentals (3)- Coop - China Glory Continental Cycling Team - Trinity Racing |
| |

## Etapes
| Etapa    | Data      | Ciutats d'etapa       | type              | Distància (km) | Vencedor de l'etapa | Líder de la general |
| -------- | --------- | --------------------- | ----------------- | -------------- | ------------------- | ------------------- |
| 1a etapa | 11 de ago | Mo i Rana – Mo i Rana | etapa plana       | 185            | Axel Zingle         | Axel Zingle         |
| 2a etapa | 12 de ago | Mosjøen – Brønnøysund | etapa plana       | 155            | Dylan Groenewegen   | Axel Zingle         |
| 3a etapa | 13 de ago | Namsos – Levanger     | etapa accidentada | 180            | Victor Lafay        | Victor Lafay        |
| 4a etapa | 14 de ago | Trondheim – Trondheim | etapa accidentada | 160            | Andreas Leknessund  | Andreas Leknessund  |

### Etapa 1
| \| Classificació de l'etapa \| Classificació de l'etapa \| Classificació de l'etapa \| Classificació de l'etapa \| Classificació de l'etapa \| \| Corredor \| Corredor \| Equip \| Temps \| \| \| ------------------------ \| ------------------------ \| ---------------------------------- \| ------------------------ \| ------------------------ \| \| 1r \| Axel Zingle \| Cofidis \| \| \| \| 2n \| Gleb Syrica \| Astana Qazaqstan Team \| + 1" \| \| \| 3r \| Mathieu Burgaudeau \| TotalEnergies \| + 1" \| \| \| 4t \| Amaury Capiot \| Arkéa-Samsic \| + 1" \| \| \| 5è \| Nick Schultz \| BikeExchange-Jayco \| + 1" \| \| \| 6è \| Maurice Ballerstedt \| Alpecin-Deceuninck \| + 1" \| \| \| 7è \| Håkon Aalrust \| Team Coop \| + 1" \| \| \| 8è \| Andreas Stokbro \| Team Coop \| + 1" \| \| \| 9è \| Antonio Angulo \| Euskaltel-Euskadi \| + 1" \| \| \| 10è \| Quinten Hermans \| Intermarché-Wanty-Gobert Matériaux \| + 1" \| \| |                     |                                    |       |
| |                     |                                    |       |
| Font: ProCyclingStats |                     |                                    |       |
| Classificació de l'etapa |                     |                                    |       |
| Corredor | Corredor            | Equip                              | Temps |
| 1r | Axel Zingle         | Cofidis                            |       |
| 2n | Gleb Syrica         | Astana Qazaqstan Team              | + 1"  |
| 3r | Mathieu Burgaudeau  | TotalEnergies                      | + 1"  |
| 4t | Amaury Capiot       | Arkéa-Samsic                       | + 1"  |
| 5è | Nick Schultz        | BikeExchange-Jayco                 | + 1"  |
| 6è | Maurice Ballerstedt | Alpecin-Deceuninck                 | + 1"  |
| 7è | Håkon Aalrust       | Team Coop                          | + 1"  |
| 8è | Andreas Stokbro     | Team Coop                          | + 1"  |
| 9è | Antonio Angulo      | Euskaltel-Euskadi                  | + 1"  |
| 10è | Quinten Hermans     | Intermarché-Wanty-Gobert Matériaux | + 1"  |

| \| Classificació general \| Classificació general \| Classificació general \| Classificació general \| Classificació general \| \| Corredor \| Corredor \| Equip \| Temps \| \| \| --------------------- \| --------------------- \| ------------------------ \| --------------------- \| --------------------- \| \| 1r \| Axel Zingle \| Cofidis \| \| \| \| 2n \| Mathieu Burgaudeau \| TotalEnergies \| + 4" \| \| \| 3r \| Gleb Syrica \| Astana Qazaqstan Team \| + 5" \| \| \| 4t \| Kristian Aasvold \| Human Powered Health \| + 8" \| \| \| 5è \| Kenneth Van Rooy \| Sport Vlaanderen-Baloise \| + 8" \| \| \| 6è \| Sjoerd Bax \| Alpecin-Deceuninck \| + 9" \| \| \| 7è \| Amaury Capiot \| Arkéa-Samsic \| + 11" \| \| \| 8è \| Nick Schultz \| BikeExchange-Jayco \| + 11" \| \| \| 9è \| Maurice Ballerstedt \| Alpecin-Deceuninck \| + 11" \| \| \| 10è \| Håkon Aalrust \| Team Coop \| + 11" \| \| |                     |                          |       |
| |                     |                          |       |
| Font: ProCyclingStats |                     |                          |       |
| Classificació general |                     |                          |       |
| Corredor | Corredor            | Equip                    | Temps |
| 1r | Axel Zingle         | Cofidis                  |       |
| 2n | Mathieu Burgaudeau  | TotalEnergies            | + 4"  |
| 3r | Gleb Syrica         | Astana Qazaqstan Team    | + 5"  |
| 4t | Kristian Aasvold    | Human Powered Health     | + 8"  |
| 5è | Kenneth Van Rooy    | Sport Vlaanderen-Baloise | + 8"  |
| 6è | Sjoerd Bax          | Alpecin-Deceuninck       | + 9"  |
| 7è | Amaury Capiot       | Arkéa-Samsic             | + 11" |
| 8è | Nick Schultz        | BikeExchange-Jayco       | + 11" |
| 9è | Maurice Ballerstedt | Alpecin-Deceuninck       | + 11" |
| 10è | Håkon Aalrust       | Team Coop                | + 11" |

### Etapa 2
| \| Classificació de l'etapa \| Classificació de l'etapa \| Classificació de l'etapa \| Classificació de l'etapa \| Classificació de l'etapa \| \| Corredor \| Corredor \| Equip \| Temps \| \| \| ------------------------ \| ------------------------ \| ------------------------------------ \| ------------------------ \| ------------------------ \| \| 1r \| Dylan Groenewegen \| BikeExchange-Jayco \| 3h 41' 17" \| \| \| 2n \| Amaury Capiot \| Arkéa-Samsic \| + 0" \| \| \| 3r \| Edvald Boasson Hagen \| TotalEnergies \| + 0" \| \| \| 4t \| Blake Quick \| Trinity Racing \| + 0" \| \| \| 5è \| Matteo Malucelli \| China Glory Continental Cycling Team \| + 0" \| \| \| 6è \| Florian Dauphin \| B&B Hotels-KTM \| + 0" \| \| \| 7è \| Krists Neilands \| Israel-Premier Tech \| + 0" \| \| \| 8è \| Matthew Gibson \| Human Powered Health \| + 0" \| \| \| 9è \| Martin Bugge Urianstad \| Uno-X Pro Cycling Team \| + 0" \| \| \| 10è \| Gleb Syrica \| Astana Qazaqstan Team \| + 0" \| \| |                        |                                      |            |
| |                        |                                      |            |
| Font: ProCyclingStats |                        |                                      |            |
| Classificació de l'etapa |                        |                                      |            |
| Corredor | Corredor               | Equip                                | Temps      |
| 1r | Dylan Groenewegen      | BikeExchange-Jayco                   | 3h 41' 17" |
| 2n | Amaury Capiot          | Arkéa-Samsic                         | + 0"       |
| 3r | Edvald Boasson Hagen   | TotalEnergies                        | + 0"       |
| 4t | Blake Quick            | Trinity Racing                       | + 0"       |
| 5è | Matteo Malucelli       | China Glory Continental Cycling Team | + 0"       |
| 6è | Florian Dauphin        | B&B Hotels-KTM                       | + 0"       |
| 7è | Krists Neilands        | Israel-Premier Tech                  | + 0"       |
| 8è | Matthew Gibson         | Human Powered Health                 | + 0"       |
| 9è | Martin Bugge Urianstad | Uno-X Pro Cycling Team               | + 0"       |
| 10è | Gleb Syrica            | Astana Qazaqstan Team                | + 0"       |

| \| Classificació general \| Classificació general \| Classificació general \| Classificació general \| Classificació general \| \| Corredor \| Corredor \| Equip \| Temps \| \| \| --------------------- \| --------------------- \| ---------------------------------- \| --------------------- \| --------------------- \| \| 1r \| Axel Zingle \| Cofidis \| 8h 31' 14" \| \| \| 2n \| Mathieu Burgaudeau \| TotalEnergies \| + 5" \| \| \| 3r \| Amaury Capiot \| Arkéa-Samsic \| + 7" \| \| \| 4t \| Gleb Syrica \| Astana Qazaqstan Team \| + 7" \| \| \| 5è \| Edvald Boasson Hagen \| TotalEnergies \| + 9" \| \| \| 6è \| Kenneth Van Rooy \| Sport Vlaanderen-Baloise \| + 10" \| \| \| 7è \| Kristian Aasvold \| Human Powered Health \| + 10" \| \| \| 8è \| Sven Erik Bystrøm \| Intermarché-Wanty-Gobert Matériaux \| + 10" \| \| \| 9è \| Liam Johnston \| Trinity Racing \| + 10" \| \| \| 10è \| Sjoerd Bax \| Alpecin-Deceuninck \| + 11" \| \| |                      |                                    |            |
| |                      |                                    |            |
| Font: ProCyclingStats |                      |                                    |            |
| Classificació general |                      |                                    |            |
| Corredor | Corredor             | Equip                              | Temps      |
| 1r | Axel Zingle          | Cofidis                            | 8h 31' 14" |
| 2n | Mathieu Burgaudeau   | TotalEnergies                      | + 5"       |
| 3r | Amaury Capiot        | Arkéa-Samsic                       | + 7"       |
| 4t | Gleb Syrica          | Astana Qazaqstan Team              | + 7"       |
| 5è | Edvald Boasson Hagen | TotalEnergies                      | + 9"       |
| 6è | Kenneth Van Rooy     | Sport Vlaanderen-Baloise           | + 10"      |
| 7è | Kristian Aasvold     | Human Powered Health               | + 10"      |
| 8è | Sven Erik Bystrøm    | Intermarché-Wanty-Gobert Matériaux | + 10"      |
| 9è | Liam Johnston        | Trinity Racing                     | + 10"      |
| 10è | Sjoerd Bax           | Alpecin-Deceuninck                 | + 11"      |

### Etapa 3
| \| Classificació de l'etapa \| Classificació de l'etapa \| Classificació de l'etapa \| Classificació de l'etapa \| Classificació de l'etapa \| \| Corredor \| Corredor \| Equip \| Temps \| \| \| ------------------------ \| ------------------------ \| ---------------------------------- \| ------------------------ \| ------------------------ \| \| 1r \| Victor Lafay \| Cofidis \| 4h 09' 29" \| \| \| 2n \| Kévin Vauquelin \| Arkéa-Samsic \| + 3" \| \| \| 3r \| Hugo Houle \| Israel-Premier Tech \| + 3" \| \| \| 4t \| Sven Erik Bystrøm \| Intermarché-Wanty-Gobert Matériaux \| + 3" \| \| \| 5è \| Carl Fredrik Hagen \| Israel-Premier Tech \| + 3" \| \| \| 6è \| Quinten Hermans \| Intermarché-Wanty-Gobert Matériaux \| + 3" \| \| \| 7è \| Jason Osborne \| Alpecin-Deceuninck \| + 3" \| \| \| 8è \| Nick Schultz \| BikeExchange-Jayco \| + 3" \| \| \| 9è \| Igor Chzhan \| Astana Qazaqstan Team \| + 3" \| \| \| 10è \| Nicola Conci \| Alpecin-Deceuninck \| + 3" \| \| |                    |                                    |            |
| |                    |                                    |            |
| Font: ProCyclingStats |                    |                                    |            |
| Classificació de l'etapa |                    |                                    |            |
| Corredor | Corredor           | Equip                              | Temps      |
| 1r | Victor Lafay       | Cofidis                            | 4h 09' 29" |
| 2n | Kévin Vauquelin    | Arkéa-Samsic                       | + 3"       |
| 3r | Hugo Houle         | Israel-Premier Tech                | + 3"       |
| 4t | Sven Erik Bystrøm  | Intermarché-Wanty-Gobert Matériaux | + 3"       |
| 5è | Carl Fredrik Hagen | Israel-Premier Tech                | + 3"       |
| 6è | Quinten Hermans    | Intermarché-Wanty-Gobert Matériaux | + 3"       |
| 7è | Jason Osborne      | Alpecin-Deceuninck                 | + 3"       |
| 8è | Nick Schultz       | BikeExchange-Jayco                 | + 3"       |
| 9è | Igor Chzhan        | Astana Qazaqstan Team              | + 3"       |
| 10è | Nicola Conci       | Alpecin-Deceuninck                 | + 3"       |

| \| Classificació general \| Classificació general \| Classificació general \| Classificació general \| Classificació general \| \| Corredor \| Corredor \| Equip \| Temps \| \| \| --------------------- \| --------------------- \| ---------------------------------- \| --------------------- \| --------------------- \| \| 1r \| Victor Lafay \| Cofidis \| 12h 40' 56" \| \| \| 2n \| Kévin Vauquelin \| Arkéa-Samsic \| + 7" \| \| \| 3r \| Hugo Houle \| Israel-Premier Tech \| + 9" \| \| \| 4t \| Sven Erik Bystrøm \| Intermarché-Wanty-Gobert Matériaux \| + 10" \| \| \| 5è \| Nick Schultz \| BikeExchange-Jayco \| + 13" \| \| \| 6è \| Quinten Hermans \| Intermarché-Wanty-Gobert Matériaux \| + 13" \| \| \| 7è \| Carl Fredrik Hagen \| Israel-Premier Tech \| + 13" \| \| \| 8è \| Jason Osborne \| Alpecin-Deceuninck \| + 13" \| \| \| 9è \| Nicola Conci \| Alpecin-Deceuninck \| + 19" \| \| \| 10è \| Sjoerd Bax \| Alpecin-Deceuninck \| + 20" \| \| |                    |                                    |             |
| |                    |                                    |             |
| Font: ProCyclingStats |                    |                                    |             |
| Classificació general |                    |                                    |             |
| Corredor | Corredor           | Equip                              | Temps       |
| 1r | Victor Lafay       | Cofidis                            | 12h 40' 56" |
| 2n | Kévin Vauquelin    | Arkéa-Samsic                       | + 7"        |
| 3r | Hugo Houle         | Israel-Premier Tech                | + 9"        |
| 4t | Sven Erik Bystrøm  | Intermarché-Wanty-Gobert Matériaux | + 10"       |
| 5è | Nick Schultz       | BikeExchange-Jayco                 | + 13"       |
| 6è | Quinten Hermans    | Intermarché-Wanty-Gobert Matériaux | + 13"       |
| 7è | Carl Fredrik Hagen | Israel-Premier Tech                | + 13"       |
| 8è | Jason Osborne      | Alpecin-Deceuninck                 | + 13"       |
| 9è | Nicola Conci       | Alpecin-Deceuninck                 | + 19"       |
| 10è | Sjoerd Bax         | Alpecin-Deceuninck                 | + 20"       |

### Etapa 4
| \| Classificació de l'etapa \| Classificació de l'etapa \| Classificació de l'etapa \| Classificació de l'etapa \| Classificació de l'etapa \| \| Corredor \| Corredor \| Equip \| Temps \| \| \| ------------------------ \| ------------------------ \| ---------------------------------- \| ------------------------ \| ------------------------ \| \| 1r \| Andreas Leknessund \| Team DSM \| 3h 30' 26" \| \| \| 2n \| Nicola Conci \| Alpecin-Deceuninck \| + 16" \| \| \| 3r \| Axel Zingle \| Cofidis \| + 18" \| \| \| 4t \| Max Poole \| Team DSM \| + 18" \| \| \| 5è \| Hugo Houle \| Israel-Premier Tech \| + 20" \| \| \| 6è \| Quinten Hermans \| Intermarché-Wanty-Gobert Matériaux \| + 35" \| \| \| 7è \| Mathieu Burgaudeau \| TotalEnergies \| + 35" \| \| \| 8è \| Kristian Sbaragli \| Alpecin-Deceuninck \| + 35" \| \| \| 9è \| Sjoerd Bax \| Alpecin-Deceuninck \| + 35" \| \| \| 10è \| Victor Koretzky \| B&B Hotels-KTM \| + 35" \| \| |                    |                                    |            |
| |                    |                                    |            |
| Font: ProCyclingStats |                    |                                    |            |
| Classificació de l'etapa |                    |                                    |            |
| Corredor | Corredor           | Equip                              | Temps      |
| 1r | Andreas Leknessund | Team DSM                           | 3h 30' 26" |
| 2n | Nicola Conci       | Alpecin-Deceuninck                 | + 16"      |
| 3r | Axel Zingle        | Cofidis                            | + 18"      |
| 4t | Max Poole          | Team DSM                           | + 18"      |
| 5è | Hugo Houle         | Israel-Premier Tech                | + 20"      |
| 6è | Quinten Hermans    | Intermarché-Wanty-Gobert Matériaux | + 35"      |
| 7è | Mathieu Burgaudeau | TotalEnergies                      | + 35"      |
| 8è | Kristian Sbaragli  | Alpecin-Deceuninck                 | + 35"      |
| 9è | Sjoerd Bax         | Alpecin-Deceuninck                 | + 35"      |
| 10è | Victor Koretzky    | B&B Hotels-KTM                     | + 35"      |

## Classificació final
| \| Classificació general \| Classificació general \| Classificació general \| Classificació general \| Classificació general \| \| Corredor \| Corredor \| Equip \| Temps \| \| \| --------------------- \| --------------------- \| ---------------------------------- \| --------------------- \| --------------------- \| \| 1r \| Andreas Leknessund \| Team DSM \| 16h 11' 32" \| \| \| 2n \| Hugo Houle \| Israel-Premier Tech \| + 8" \| \| \| 3r \| Nicola Conci \| Alpecin-Deceuninck \| + 9" \| \| \| 4t \| Axel Zingle \| Cofidis \| + 14" \| \| \| 5è \| Victor Lafay \| Cofidis \| + 15" \| \| \| 6è \| Kévin Vauquelin \| Arkéa-Samsic \| + 22" \| \| \| 7è \| Max Poole \| Team DSM \| + 23" \| \| \| 8è \| Quinten Hermans \| Intermarché-Wanty-Gobert Matériaux \| + 26" \| \| \| 9è \| Carl Fredrik Hagen \| Israel-Premier Tech \| + 28" \| \| \| 10è \| Sjoerd Bax \| Alpecin-Deceuninck \| + 35" \| \| |                    |                                    |             |
| |                    |                                    |             |
| Fonts: ProCyclingStats Cycling Quotient Cycling Archives |                    |                                    |             |
| Classificació general |                    |                                    |             |
| Corredor | Corredor           | Equip                              | Temps       |
| 1r | Andreas Leknessund | Team DSM                           | 16h 11' 32" |
| 2n | Hugo Houle         | Israel-Premier Tech                | + 8"        |
| 3r | Nicola Conci       | Alpecin-Deceuninck                 | + 9"        |
| 4t | Axel Zingle        | Cofidis                            | + 14"       |
| 5è | Victor Lafay       | Cofidis                            | + 15"       |
| 6è | Kévin Vauquelin    | Arkéa-Samsic                       | + 22"       |
| 7è | Max Poole          | Team DSM                           | + 23"       |
| 8è | Quinten Hermans    | Intermarché-Wanty-Gobert Matériaux | + 26"       |
| 9è | Carl Fredrik Hagen | Israel-Premier Tech                | + 28"       |
| 10è | Sjoerd Bax         | Alpecin-Deceuninck                 | + 35"       |

## Evolució de les classificacions
| Etapa              | Vencedor           | Classificació general | Classificació per punts | Classificació de la muntanya | Classificació dels joves | Classificació per equips | Combativitat       |
| ------------------ | ------------------ | --------------------- | ----------------------- | ---------------------------- | ------------------------ | ------------------------ | ------------------ |
| 1                  | Axel Zingle        | Axel Zingle           | Axel Zingle             | Stephen Bassett              | Axel Zingle              | Cofidis                  | no entregat        |
| 2                  | Dylan Groenewegen  | Axel Zingle           | Amaury Capiot           | Stephen Bassett              | Axel Zingle              | Cofidis                  | Johan Ravnøy       |
| 3                  | Victor Lafay       | Victor Lafay          | Amaury Capiot           | Stephen Bassett              | Kévin Vauquelin          | Israel-Premier Tech      | Taco van der Hoorn |
| 4                  | Andreas Leknessund | Andreas Leknessund    | Axel Zingle             | Stephen Bassett              | Andreas Leknessund       | Alpecin-Deceuninck       | Andreas Leknessund |
| Classements finals | Classements finals | Andreas Leknessund    | Axel Zingle             | Stephen Bassett              | Andreas Leknessund       | Alpecin-Deceuninck       | no entregat        |